# Паульсен, Марит
Марит Паульсен (норв. Marit Eli Paulsen, урожд. Björnerud, 24 ноября 1939, Осло — 26 июля 2022) — шведская журналистка норвежского происхождения, писательница и политик партии либералов. Она была депутатом Европейского парламента с 1999 по 2004 год и с 2009 по 2015 год. Она была известной фигурой в шведских публичных дебатах по вопросам окружающей среды и качества продуктов питания, первоначально будучи беспартийной, и активно выступала за членство Швеции в Европейском союзе во время кампании референдума о членстве в ЕС в 1994 году.
Марит выросла в Осло, который был оккупирован Германией в течение большей части её раннего детства. Двое из её старших братьев и сестёр были активны в молодёжном крыле Национального союза.
Она переехала в Швецию в 1960-х годах и семь лет проработала на сталелитейном заводе в Смедьебакене. В 1970—72 годах она прошла двухгодичное обучение в Народной средней школе.
Паульсен начала свою политическую карьеру в Социал-демократической рабочей партии Швеции, но в 1998 году она вступила в Либеральную народную партию и занимала пост второго вице-президента партии в 1999–2007 годах. На выборах в Европейский парламент 2009 года она была избрана в Европейский парламент как главный кандидат в списке. Она набрала больше личных голосов, чем любой другой кандидат от Швеции.
Паульсен написала более 20 книг, в том числе романы и научно-популярную литературу об охране окружающей среды и других социальных проблемах. Её дебютный роман Du manniska? (опубликован в 1972 году), описывает жизнь сменной работницы. Её книга Liten Ida (Маленькая Ида, 1979) представляет собой полуавтобиографический роман, действие которого происходит в Норвегии во время немецкой оккупации; по нему был снят фильм в 1980 году.

## Личная жизнь
Паульсен была замужем за своим вторым мужем Стуре Андерссоном с 1973 года и оставила после себя 10 детей, включая биологических детей, сводных и приёмных детей. Она жила на небольшой ферме в Иттермалунге, Даларна.
Паульсен умерла 26 июля 2022 года в возрасте 82 лет.